# Vérargues
Vérargues is een plaats en voormalige gemeente in het Franse departement Hérault (regio Occitanie) en telt 572 inwoners (2004). De plaats maakt deel uit van het arrondissement Montpellier. Vérargues is op 1 januari 2019 gefuseerd met de gemeente Saint-Christol tot de gemeente Entre-Vignes. 

## Geografie
De oppervlakte van Vérargues bedraagt 5,5 km², de bevolkingsdichtheid is 104,0 inwoners per km².
De onderstaande kaart toont de ligging van Vérargues met de belangrijkste infrastructuur en aangrenzende gemeenten.

## Demografie
Onderstaande figuur toont het verloop van het inwonertal (bron: INSEE-tellingen).

## Trivia
Vérargues is de houder van het record van de hoogste temperatuur ooit gemeten in Frankrijk met 46,0°C, gemeten op 28 juni 2019 .